# Playa El Laucho

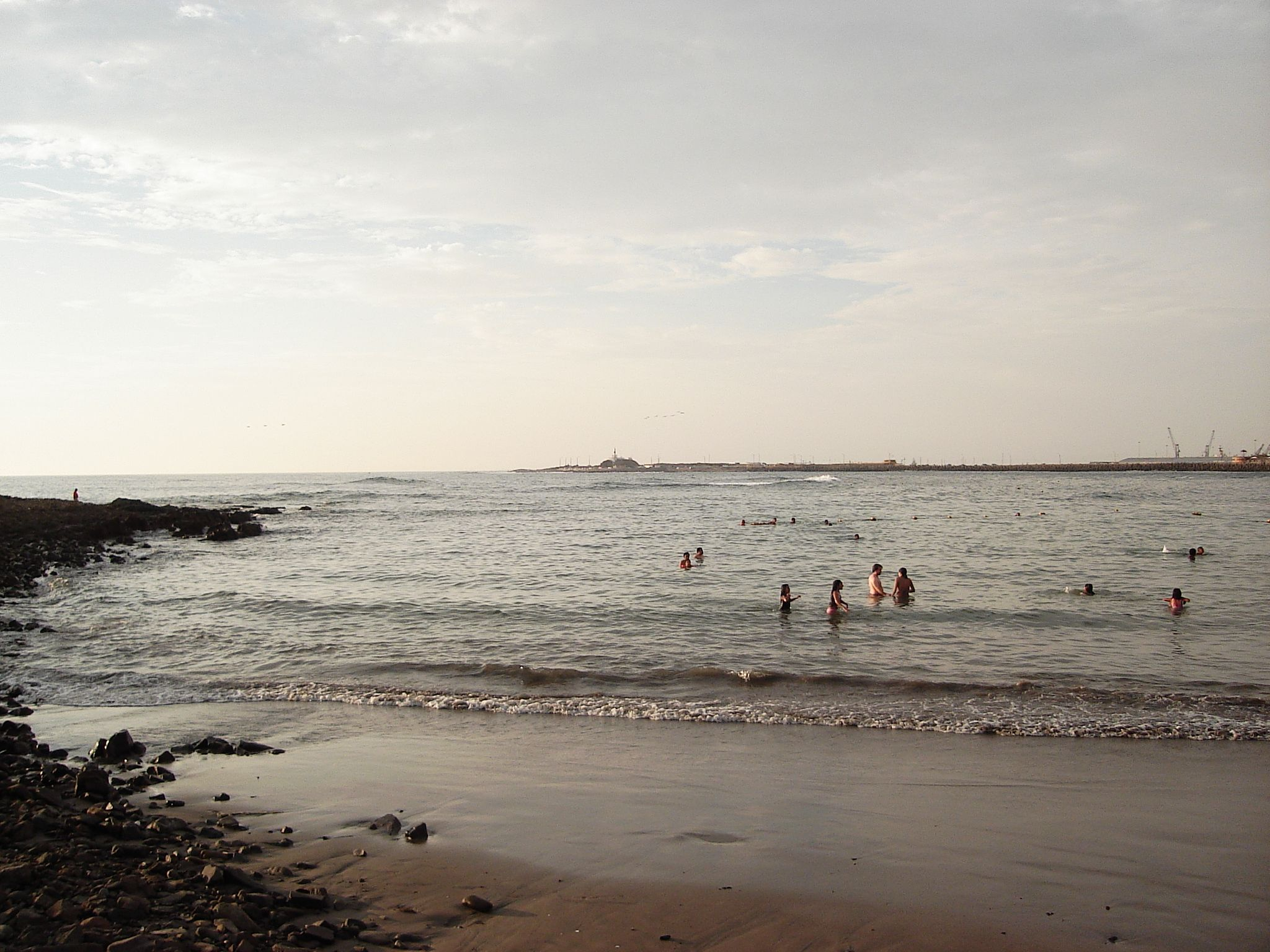
Playa El Laucho.

La playa El Laucho es una playa del océano Pacífico ubicada en la Región de Arica y Parinacota, Chile.
Se encuentra al sur del espacio urbano de Arica y colinda con la playa del Alacrán en la península del Alacrán.
Es una pequeña playa apta para el baño, pero esta condición se extiende en algunos metros, pues en los alrededores hay roqueríos. Está protegida del viento, y posee un oleaje muy suave, con temperaturas templadas y arenas blancas. Cuenta con lugares de descanso, restaurantes, pubs y discotecas. Está equipada con baños, duchas, camarines y servicio de salvavidas.
Pertenece al trío de las playas aptas para el baño y mejor equipadas de Arica, junto a La Lisera y Chinchorro. Se accede por la avenida Comandante San Martín al sur.
Playa El Laucho, se encuentra habilitado los 365 días del año, condición que comparte junto a playa a la Lisera, transformando a Arica en  la única ciudad del país con dos playas habilitadas durante todo el año.
Está playa se encuentra protegida naturalmente del viento costero, y posee un oleaje muy suave, con temperaturas templadas y arenas blancas. Está equipada con baños, camarines y servicio de salvavidas, y cuenta con diferentes sectores y lugares de descanso para los visitantes.
Playa El Laucho es el lugar ideal para baños de sol, natación y deportes marinos de poco impacto.
En su entorno cuenta con un restaurante, café, snack y foodtrucks.
Este balneario es administrado por la Corporación Municipal de Fomento Productivo “Costa Chinchorro” desde el mes de octubre del año 2018, bajo un nuevo modelo de gestión que propende a la creación de un producto turístico exportable, seguro y de calidad.
Como parte del nuevo modelo de gestión y el plan de mejoramiento y recuperación de las instalaciones fiscales de playa El Laucho, se llevó a cabo la restauración y habilitación de los servicios higiénicos completos; se instalaron fluxómetros para el uso eficiente del recurso hídrico; se limpiaron las bombas;   se instaló un generador eléctrico, entre otras iniciativas.
Actualmente cuenta con control de acceso las 24 horas, y está equipada con cámaras de seguridad municipales, entregándole a quien lo visita un ambiente seguro y tranquilo. Tiene boyas de seguridad, una sala de enfermería completamente equipada para el beneficio de los visitantes; un espacio para información turística, que funciona los 7 días de la semana; además de un comedor, baños, camarines y lockers para el personal que labora en este balneario.
Desde el año 2018 cuenta con salvavidas que operarán durante todo el año, de lunes a domingo de 9:00 a 21:00 horas, además de personal de aseo dedicado exclusivamente a la mantención de este sector. 
- Datos: Q6078365